# Champion des champions de snooker 2016
Le champion des champions de snooker 2016 est un tournoi de snooker de catégorie non-ranking qui se déroule du 7 au 12 novembre 2016 à la Ricoh Arena de Coventry, en Angleterre,. Il s'agit de la quatrième édition de l'évènement depuis sa réactualisation en 2013.
Neil Robertson est le tenant du titre. Il a été éliminé par Stuart Bingham dès le premier tour de son groupe.
Le vainqueur de l'épreuve est le joueur Écossais John Higgins qui bat l'Anglais Ronnie O'Sullivan 10 frames à 7.

## Dotation
|                     | Dotation  |
| ------------------- | --------- |
| Vainqueur           | 100 000 £ |
| Finaliste           | 50 000 £  |
| Demi-finalistes     | 25 000 £  |
| Quart de finalistes | 10 000 £  |
| 8e de finalistes    | 7 500 £   |
| Total               | 300 000 £ |

## Joueurs qualifiés
Les joueurs sont qualifiés pour l'épreuve grâce à leur(s) victoire(s) dans d'importants tournois depuis le champion des champions 2015. La qualification est assurée pour les tenants de titre et les vainqueurs des tournois ranking et les vainqueurs des tournois non-ranking suivants :
- Masters 2016,
- Championnat de la ligue 2016,
- Open de chine 2016.

Les places restantes sont attribuées aux vainqueurs des épreuves du championnat du circuit des joueurs (dans l'ordre où elles ont été jouées) et, si nécessaire, aux vainqueurs en 2016 du Snooker Shoot-Out, du championnat du monde à six billes rouges et du championnat du monde seniors.
Ding Junhui s'est vu initialement octroyer une wild card pour avoir été le finaliste du dernier championnat du monde mais a finalement été qualifié en tant que vainqueur du championnat du monde à six billes rouges 2016 et des Masters de Shanghai 2016.
Les joueurs qualifiés sont les suivants, :
| Classement | Joueur            | Qualification |
| ---------- | ----------------- | --- |
| 1          | Neil Robertson    | Vainqueur du tournoi champion des champions 2015, du championnat du Royaume-Uni de snooker 2015 et des Masters de Riga 2016.          |
| 2          | Mark Selby        | Vainqueur du championnat du monde 2016, de l'Open de Gdynia 2016, du Classique Paul Hunter 2016 et du championnat international 2016. |
| 3          | Ronnie O'Sullivan | Vainqueur du Masters 2016 et de l'Open du pays de Galles 2016.                                                                        |
| 4          | Shaun Murphy      | Vainqueur du Grand Prix mondial 2016.                                                                                                 |
|            | Mark Allen        | Vainqueur du championnat du circuit des joueurs 2015-2016.                                                                            |
|            | Judd Trump        | Vainqueur de l'Open de Chine 2016, du championnat de la ligue 2016 et des Masters d'Europe 2016.                                      |
|            | Ding Junhui       | Vainqueur du championnat du monde à six billes rouges 2016 et des Masters de Shanghai 2016.                                           |
|            | Martin Gould      | Vainqueur des Masters d'Allemagne 2016                                                                                                |
|            | Anthony McGill    | Vainqueur de l'Open d'Inde 2016. |
|            | Ali Carter        | Vainqueur de l'Open mondial 2016. |
|            | Robin Hull        | Vainqueur du Snooker Shoot-Out 2016.                                                                                                  |
|            | Mark Davis        | Vainqueur du championnat du monde seniors 2016.                                                                                       |
|            | Liang Wenbo       | Vainqueur de l'Open d'Angleterre 2016 .                                                                                               |
|            | Stuart Bingham,   | Joueur le mieux classé après le championnat international 2016 non encore qualifié.                                                   |
|            | John Higgins      | Vainqueur du championnat de Chine 2016.                                                                                               |
|            | Joe Perry         | Qualifié en raison de son classement annuel après le retrait de Marco Fu.                                                             |

Le joueur Hongkongais Marco Fu, initialement qualifié en qualité de vainqueur de l'Open de Gibraltar 2015, s'est retiré de la compétition durant la semaine précédant le tournoi et a été remplacé par l'Anglais Joe Perry, 9e du classement annuel. Le dernier qualifié a été l'Écossais John Higgins, vainqueur du championnat de Chine 2016.

## Tableau
Début octobre, quatre joueurs se sont vu attribuer des numéros de tête de série : le tenant du titre , Neil Robertson, a reçu le no 1 ; Mark Selby et Ronnie O'Sullivan ont respectivement reçu les nos 2 et 3 et Shaun Murphy le no 4.
Chaque tête de série se retrouve dans un groupe de quatre joueurs tirés au sort le 12 octobre. Le programme des rencontres est le suivant :
- 07 novembre : rencontres du groupe 3, demi-finales en matinée, finale en soirée
- 08 novembre : rencontres du groupe 1, demi-finales en matinée, finale en soirée
- 09 novembre : rencontres du groupe 2, demi-finales en matinée, finale en soirée
- 10 novembre : rencontres du groupe 4, demi-finales en matinée, finale en soirée
- 11 novembre : demi-finales de l'épreuve
- 12 novembre : finale de l'épreuve

|  | Demi-finales de groupe au meilleur des 7 frames | Demi-finales de groupe au meilleur des 7 frames | Demi-finales de groupe au meilleur des 7 frames |   |                   | Finales de groupe au meilleur des 11 frames | Finales de groupe au meilleur des 11 frames | Finales de groupe au meilleur des 11 frames |   |  | Demi-finales au meilleur des 11 frames | Demi-finales au meilleur des 11 frames | Demi-finales au meilleur des 11 frames |    |  | Finale au meilleur des 19 frames | Finale au meilleur des 19 frames | Finale au meilleur des 19 frames |
|  |                                                 |                                                 |                                                 |   |                   |                                             |                                             |                                             |   |  |                                        |                                        |                                        |    |  |                                  |                                  |                                  |
|  | 1                                               | Neil Robertson                                  | 2                                               |   |                   |                                             |                                             |                                             |   |  |                                        |                                        |                                        |    |  |                                  |                                  |                                  |
|  |                                                 | Stuart Bingham                                  | 4                                               |   |                   |                                             |                                             |                                             |   |  |                                        |                                        |                                        |    |  |                                  |                                  |                                  |
|  |                                                 | Stuart Bingham                                  | 4                                               |   | Stuart Bingham    | 4                                           |                                             |                                             |   |  |                                        |                                        |                                        |    |  |                                  |                                  |                                  |
|  | Groupe 1                                        |                                                 |                                                 |   | Stuart Bingham    | 4                                           |                                             |                                             |   |  |                                        |                                        |                                        |    |  |                                  |                                  |                                  |
|  |                                                 |                                                 | Ding Junhui                                     | 6 |                   |                                             |                                             |                                             |   |  |                                        |                                        |                                        |    |  |                                  |                                  |                                  |
|  |                                                 | Ding Junhui                                     | Ding Junhui                                     | 6 | 4                 |                                             |                                             |                                             |   |  |                                        |                                        |                                        |    |  |                                  |                                  |                                  |
|  |                                                 | Ding Junhui                                     |                                                 |   | 4                 |                                             |                                             |                                             |   |  |                                        |                                        |                                        |    |  |                                  |                                  |                                  |
|  |                                                 | Ali Carter                                      | 2                                               |   |                   |                                             |                                             |                                             |   |  |                                        |                                        |                                        |    |  |                                  |                                  |                                  |
|  |                                                 |                                                 |                                                 |   |                   |                                             |                                             | Ding Junhui                                 | 5 |  |                                        |                                        |                                        |    |  |                                  |                                  |                                  |
|  |                                                 |                                                 |                                                 |   |                   |                                             |                                             |                                             | 5 |  |                                        |                                        |                                        |    |  |                                  |                                  |                                  |
|  |                                                 |                                                 | John Higgins                                    | 6 |                   |                                             |                                             |                                             |   |  |                                        |                                        |                                        |    |  |                                  |                                  |                                  |
|  |                                                 | Judd Trump                                      | John Higgins                                    | 6 | 4                 |                                             |                                             |                                             |   |  |                                        |                                        |                                        |    |  |                                  |                                  |                                  |
|  |                                                 | Judd Trump                                      |                                                 |   | 4                 |                                             |                                             |                                             |   |  |                                        |                                        |                                        |    |  |                                  |                                  |                                  |
|  |                                                 | Anthony McGill                                  | 3                                               |   |                   |                                             |                                             |                                             |   |  |                                        |                                        |                                        |    |  |                                  |                                  |                                  |
|  |                                                 | Anthony McGill                                  | 3                                               |   | Judd Trump        | 4                                           |                                             |                                             |   |  |                                        |                                        |                                        |    |  |                                  |                                  |                                  |
|  | Groupe 4                                        |                                                 |                                                 |   | Judd Trump        | 4                                           |                                             |                                             |   |  |                                        |                                        |                                        |    |  |                                  |                                  |                                  |
|  |                                                 |                                                 | John Higgins                                    | 6 |                   |                                             |                                             |                                             |   |  |                                        |                                        |                                        |    |  |                                  |                                  |                                  |
|  | 4                                               | Shaun Murphy                                    | John Higgins                                    | 6 | 2                 |                                             |                                             |                                             |   |  |                                        |                                        |                                        |    |  |                                  |                                  |                                  |
|  | 4                                               | Shaun Murphy                                    |                                                 |   | 2                 |                                             |                                             |                                             |   |  |                                        |                                        |                                        |    |  |                                  |                                  |                                  |
|  |                                                 | John Higgins                                    | 4                                               |   |                   |                                             |                                             |                                             |   |  |                                        |                                        |                                        |    |  |                                  |                                  |                                  |
|  |                                                 |                                                 |                                                 |   |                   |                                             |                                             |                                             |   |  |                                        |                                        | John Higgins                           | 10 |  |                                  |                                  |                                  |
|  |                                                 |                                                 |                                                 |   |                   |                                             |                                             |                                             |   |  |                                        |                                        |                                        | 10 |  |                                  |                                  |                                  |
|  |                                                 | 3                                               | Ronnie O'Sullivan                               | 7 |                   |                                             |                                             |                                             |   |  |                                        |                                        |                                        |    |  |                                  |                                  |                                  |
|  | 3                                               | 3                                               | Ronnie O'Sullivan                               | 7 | Ronnie O'Sullivan | 4                                           |                                             |                                             |   |  |                                        |                                        |                                        |    |  |                                  |                                  |                                  |
|  | 3                                               |                                                 |                                                 |   | Ronnie O'Sullivan | 4                                           |                                             |                                             |   |  |                                        |                                        |                                        |    |  |                                  |                                  |                                  |
|  |                                                 | Robin Hull                                      | 2                                               |   |                   |                                             |                                             |                                             |   |  |                                        |                                        |                                        |    |  |                                  |                                  |                                  |
|  |                                                 | Robin Hull                                      | 2                                               | 3 | Ronnie O'Sullivan | 6                                           |                                             |                                             |   |  |                                        |                                        |                                        |    |  |                                  |                                  |                                  |
|  | Groupe 3                                        |                                                 |                                                 | 3 | Ronnie O'Sullivan | 6                                           |                                             |                                             |   |  |                                        |                                        |                                        |    |  |                                  |                                  |                                  |
|  |                                                 |                                                 | Martin Gould                                    | 2 |                   |                                             |                                             |                                             |   |  |                                        |                                        |                                        |    |  |                                  |                                  |                                  |
|  |                                                 | Martin Gould                                    | Martin Gould                                    | 2 | 4                 |                                             |                                             |                                             |   |  |                                        |                                        |                                        |    |  |                                  |                                  |                                  |
|  |                                                 | Martin Gould                                    |                                                 |   | 4                 |                                             |                                             |                                             |   |  |                                        |                                        |                                        |    |  |                                  |                                  |                                  |
|  |                                                 | Mark Davis                                      | 3                                               |   |                   |                                             |                                             |                                             |   |  |                                        |                                        |                                        |    |  |                                  |                                  |                                  |
|  |                                                 |                                                 |                                                 |   |                   |                                             | 3                                           | Ronnie O'Sullivan                           | 6 |  |                                        |                                        |                                        |    |  |                                  |                                  |                                  |
|  |                                                 |                                                 |                                                 |   |                   |                                             |                                             |                                             | 6 |  |                                        |                                        |                                        |    |  |                                  |                                  |                                  |
|  |                                                 |                                                 | Mark Allen                                      | 2 |                   |                                             |                                             |                                             |   |  |                                        |                                        |                                        |    |  |                                  |                                  |                                  |
|  |                                                 | Mark Allen                                      | Mark Allen                                      | 2 | 4                 |                                             |                                             |                                             |   |  |                                        |                                        |                                        |    |  |                                  |                                  |                                  |
|  |                                                 | Mark Allen                                      |                                                 |   | 4                 |                                             |                                             |                                             |   |  |                                        |                                        |                                        |    |  |                                  |                                  |                                  |
|  |                                                 | Joe Perry                                       | 2                                               |   |                   |                                             |                                             |                                             |   |  |                                        |                                        |                                        |    |  |                                  |                                  |                                  |
|  |                                                 | Joe Perry                                       | 2                                               |   | Mark Allen        | 6                                           |                                             |                                             |   |  |                                        |                                        |                                        |    |  |                                  |                                  |                                  |
|  | Groupe 2                                        |                                                 |                                                 |   | Mark Allen        | 6                                           |                                             |                                             |   |  |                                        |                                        |                                        |    |  |                                  |                                  |                                  |
|  |                                                 | 2                                               | Mark Selby                                      | 5 |                   |                                             |                                             |                                             |   |  |                                        |                                        |                                        |    |  |                                  |                                  |                                  |
|  | 2                                               | 2                                               | Mark Selby                                      | 5 | Mark Selby        | 4                                           |                                             |                                             |   |  |                                        |                                        |                                        |    |  |                                  |                                  |                                  |
|  | 2                                               |                                                 |                                                 |   | Mark Selby        | 4                                           |                                             |                                             |   |  |                                        |                                        |                                        |    |  |                                  |                                  |                                  |
|  |                                                 | Liang Wenbo                                     | 0                                               |   |                   |                                             |                                             |                                             |   |  |                                        |                                        |                                        |    |  |                                  |                                  |                                  |

## Finale
| Finale au meilleur des 19 manches Arbitre : Brendan Moore     |                          |                              |
| John Higgins Écosse                                           | 10 - 7 ( - )             | Ronnie O'Sullivan Angleterre |
| 0 86                                                          | Centuries Meilleur break | 1 130                        |
| John Higgins remporte le tournoi champion des champions 2016. |                          |                              |

## Centuries
- 143, 112  John Higgins
- 142, 135, 125, 107, 102  Ding Junhui
- 132, 124, 111  Judd Trump
- 132  Stuart Bingham
- 130, 130, 124, 121, 109, 101  Ronnie O'Sullivan
- 116, 109, 100  Mark Allen
- 113, 101  Mark Selby
- 103  Martin Gould